# Liudger (Vorname)
Liudger ist ein männlicher Vorname. Er ist friesischer Herkunft und bedeutet Hüter vom Volk oder Kämpfer für ein christliches Volk.

## Namensträger
- Hans-Liudger Dienel (* 1961), Historiker